# Persone di nome Marek
| Questa pagina contiene informazioni ricavate automaticamente dalle voci biografiche con l'ausilio del template Bio e di un bot. L'aggiornamento è periodico e automatico e ricostruisce completamente la pagina. Se manca una persona in questa lista, sei pregato di non aggiungerla, ma accertati piuttosto che la sua voce biografica contenga il template Bio e che i dati anagrafici siano correttamente compilati. Se il template Bio manca, inseriscilo tu stesso o, in alternativa, metti l'avviso {{tmp\|Bio}} che ne segnala la mancanza. Se i dati riportati sono sbagliati, correggi direttamente la voce biografica; le modifiche saranno visibili in questa lista entro pochi giorni. Per chiarimenti vedi il progetto antroponimi. La lista contiene solo le 106 persone che sono citate nell'enciclopedia e per le quali è stato implementato correttamente il template Bio. Pagina aggiornata al 6 mag 2025. |

Questa è una lista di persone presenti nell'enciclopedia che hanno il nome Marek, suddivise per attività principale.

## Allenatori di calcio(7)
- Marek Čech, allenatore di calcio e ex calciatore ceco (Ostrava, n. 1976)
- Marek Kusto, allenatore di calcio e ex calciatore polacco (Bochnia, n. 1954)
- Marek Leśniak, allenatore di calcio e ex calciatore polacco (Goleniów, n. 1964)
- Marek Mintál, allenatore di calcio e ex calciatore slovacco (Žilina, n. 1977)
- Marek Motyka, allenatore di calcio e ex calciatore polacco (Żywiec, n. 1958)
- Marek Papszun, allenatore di calcio polacco (Varsavia, n. 1974)
- Marek Zając, allenatore di calcio e ex calciatore polacco (Cracovia, n. 1973)

## Allenatori di calcio a 5(1)
- Marek Kopecký, allenatore di calcio a 5, ex giocatore di calcio a 5 e ex calciatore ceco (n. 1977)

## Aracnologi(1)
- Marek Zabka, aracnologo polacco (n. 1955)

## Arcivescovi cattolici(1)
- Marek Jędraszewski, arcivescovo cattolico polacco (Poznań, n. 1949)

## Astronomi(1)
- Marek Wolf, astronomo ceco (n. 1957)

## Attivisti(1)
- Marek Edelman, attivista e politico polacco (Varsavia, n. 1919 - Varsavia, † 2009)

## Attori(1)
- Marek Erhardt, attore, doppiatore e conduttore radiofonico tedesco (Amburgo, n. 1969)

## Bassi(1)
- Marek Kalbus, basso tedesco (Königs Wusterhausen, n. 1969)

## Calciatori(43)
- Marek Bajor, ex calciatore polacco (Kolbuszowa, n. 1970)
- Marek Bakoš, ex calciatore slovacco (Nová Baňa, n. 1983)
- Marek Čech, ex calciatore slovacco (Trebišov, n. 1983)
- Marek Citko, ex calciatore polacco (Białystok, n. 1974)
- Marek Dziuba, ex calciatore polacco (Łódź, n. 1955)
- Marek Filipczak, ex calciatore polacco (Varsavia, n. 1960)
- Marek Fábry, calciatore slovacco (Nitra, n. 1998)
- Marek Gancarczyk, ex calciatore polacco (Grodków, n. 1983)
- Marek Hamšík, ex calciatore slovacco (Banská Bystrica, n. 1987)
- Marek Hanousek, calciatore ceco (Dolní Kralovice, n. 1991)
- Marek Havlík, calciatore ceco (Lubná, n. 1995)
- Marek Heinz, ex calciatore ceco (Olomouc, n. 1977)
- Marek Hlinka, calciatore slovacco (Banská Bystrica, n. 1990)
- Marek Hollý, ex calciatore slovacco (Martin, n. 1973)
- Marek Jarolím, ex calciatore ceco (Olomouc, n. 1984)
- Marek Jóźwiak, ex calciatore polacco (Raciąż, n. 1967)
- Marek Kaljumäe, calciatore estone (Tallinn, n. 1991)
- Marek Kaščák, calciatore slovacco (Bardejov, n. 1982)
- Marek Kincl, ex calciatore ceco (Praga, n. 1973)
- Marek Kodr, calciatore ceco (Praga, n. 1996)
- Marek Koźmiński, ex calciatore polacco (Cracovia, n. 1971)
- Marek Krejčí, calciatore slovacco (Bratislava, n. 1980 - Maitenbeth, † 2007)
- Marek Kulič, ex calciatore ceco (Hradec Králové, n. 1975)
- Marek Kuzma, calciatore slovacco (Dubnica nad Váhom, n. 1988)
- Marek Kysela, calciatore ceco (Rokycany, n. 1992)
- Marek Lemsalu, ex calciatore estone (Pärnu, n. 1972)
- Marek Matějovský, calciatore ceco (Brandýs nad Labem, n. 1981)
- Marek Nikl, ex calciatore ceco (Nymburk, n. 1976)
- Marek Ostrowski, calciatore polacco (Skrwilno, n. 1959 - Stockerau, † 2017)
- Marek Penksa, ex calciatore slovacco (Veľký Krtíš, n. 1973)
- Marek Plašil, calciatore ceco (Hradec Králové, n. 1985)
- Marek Poštulka, ex calciatore ceco (n. 1970)
- Marek Rodák, calciatore slovacco (Košice, n. 1996)
- Marek Saganowski, ex calciatore polacco (Łódź, n. 1978)
- Marek Sapara, ex calciatore slovacco (Košice, n. 1982)
- Marek Špilár, calciatore slovacco (Stropkov, n. 1975 - Prešov, † 2013)
- Marek Štěch, calciatore ceco (Praga, n. 1990)
- Marek Střeštík, ex calciatore ceco (Komárno, n. 1987)
- Marek Suchý, calciatore ceco (Praga, n. 1988)
- Marek Ujlaky, ex calciatore slovacco (Trnava, n. 1974)
- Marek Ujlaky, calciatore slovacco (Trnava, n. 2003)
- Marek Zsigmund, calciatore slovacco (Ružomberok, n. 1997)
- Marek Zúbek, ex calciatore ceco (n. 1975)

## Canoisti(4)
- Marek Dopierała, ex canoista polacco (Bielsko-Biała, n. 1960)
- Marek Jiras, ex canoista ceco (Praga, n. 1976)
- Marek Łbik, ex canoista polacco (Poznań, n. 1958)
- Marek Šindler, canoista ceco (Opava, n. 1992)

## Canottieri(1)
- Marek Kolbowicz, canottiere polacco (Stettino, n. 1971)

## Cantautori(1)
- Marek Grechuta, cantautore, compositore e paroliere polacco (Zamość, n. 1945 - Cracovia, † 2006)

## Cestisti(6)
- Marek Blaževič, cestista lituano (Vilnius, n. 2001)
- Marek Klassen, cestista canadese (New Westminster, n. 1992)
- Marek Ładniak, ex cestista polacco (Stargard, n. 1950)
- Marek Noormets, ex cestista estone (Tartu, n. 1971)
- Marek Sobczyński, cestista polacco (Varsavia, n. 1963 - † 1998)
- Marek Stuchlý, ex cestista ceco (Šumperk, n. 1975)

## Ciclisti su strada(4)
- Marek Leśniewski, ex ciclista su strada polacco (Bydgoszcz, n. 1964)
- Marek Maciejewski, ex ciclista su strada polacco (Toruń, n. 1977)
- Marek Rutkiewicz, ex ciclista su strada polacco (Olsztyn, n. 1981)
- Marek Čanecký, ciclista su strada slovacco (Banská Bystrica, n. 1988)

## Compositori(1)
- Marek Stachowski, compositore polacco (Piekary Śląskie, n. 1936 - Cracovia, † 2004)

## Designer(1)
- Marek Reichman, designer britannico (Sheffield, n. 1966)

## Direttori d'orchestra(1)
- Marek Janowski, direttore d'orchestra polacco (Varsavia, n. 1939)

## Dirigenti sportivi(1)
- Marek Jankulovski, dirigente sportivo e ex calciatore ceco (Ostrava, n. 1977)

## Gesuiti(1)
- Marek Andrzej Inglot, gesuita polacco (Brzozów, n. 1961)

## Giocatori di football americano(1)
- Marek Hruboň, giocatore di football americano ceco (n. 1994)

## Giornalisti(1)
- Marek Niedźwiecki, giornalista e conduttore radiofonico polacco (Sieradz, n. 1954)

## Hockeisti su ghiaccio(3)
- Marek Kvapil, hockeista su ghiaccio ceco (Ilava, n. 1985)
- Marek Malík, ex hockeista su ghiaccio ceco (Ostrava, n. 1975)
- Marek Židlický, ex hockeista su ghiaccio ceco (Most, n. 1977)

## Informatici(1)
- Marek Karpinski, informatico e matematico polacco (n. 1948)

## Insegnanti(1)
- Marek Belka, docente e politico polacco (Łódź, n. 1952)

## Lottatori(1)
- Marek Švec, lottatore cecoslovacco (Havlíčkův Brod, n. 1973)

## Ostacolisti(1)
- Marek Plawgo, ostacolista e velocista polacco (Ruda Śląska, n. 1981)

## Pallavolisti(1)
- Marek Novotný, pallavolista ceco (Piešťany, n. 1978)

## Politici(3)
- Marek Borowski, politico polacco (Varsavia, n. 1946)
- Marek Jurek, politico polacco (Gorzów Wielkopolski, n. 1960)
- Marek Maďarič, politico slovacco (Bratislava, n. 1966)

## Registi(1)
- Marek Kanievska, regista britannico (Londra, n. 1952)

## Schermidori(2)
- Marek Dąbrowski, ex schermidore polacco (Gliwice, n. 1949)
- Marek Petraszek, schermidore polacco (n. 1981)

## Scrittori(4)
- Marek Halter, scrittore francese (Varsavia, n. 1936)
- Marek Herman, scrittore e partigiano polacco (Leopoli, n. 1927)
- Marek Hłasko, scrittore polacco (Varsavia, n. 1934 - Wiesbaden, † 1969)
- Marek Krajewski, scrittore e filologo classico polacco (n. 1966)

## Sollevatori(3)
- Marek Gorzelniak, sollevatore polacco (Legnica, n. 1968)
- Marek Gołąb, sollevatore polacco (Zakliczyn, n. 1940 - Breslavia, † 2017)
- Marek Seweryn, ex sollevatore polacco (Szopienice, n. 1957)

## Storici(1)
- Marek Żukow-Karczewski, storico, giornalista e pubblicista polacco (n. 1961)

## Velocisti(1)
- Marek Niit, velocista estone (Kuressaare, n. 1987)

## Vescovi cattolici(2)
- Marek Marian Piątek, vescovo cattolico polacco (Tuchów, n. 1954)
- Marek Solarczyk, vescovo cattolico polacco (Wołomin, n. 1967)

## Violinisti(1)
- Marek Weber, violinista tedesco (Leopoli, n. 1888 - Chicago, † 1964)